# Pirrolisina
La pirrolisina (abreviaturas Pyl o O) es un aminoácido natural, derivado de la lisina, codificado en el genoma de algunas arqueas metanógenas y una especie de bacteria (Desulfitobacterium hafniense). Es similar a la lisina, pero con un anillo de pirrolina enlazado al final de la cadena. Forma parte de un código genético inusual, propio de estos organismos, y se considera el aminoácido proteinogénico número 22. Se encuentra codificada en el ARNm por el codón UAG (normalmente la señal de parada ámbar).
El comité de nomenclaturas de la IUPAC/IUBMB recomienda oficialmente para la pirrolisina el símbolo de tres letras Pyl y el de una letra O.
Fue descubierta en el año 2002 por investigadores de la Universidad Estatal de Ohio en la arquea Methanosarcina barkeri.